# Jonage
Jonage är en kommun i departementet Rhône i regionen Auvergne-Rhône-Alpes i östra Frankrike. Kommunen ligger i kantonen Meyzieu som tillhör arrondissementet Lyon. År 2022 hade Jonage 6 109 invånare.

## Befolkningsutveckling
Antalet invånare i kommunen Jonage
| Referens: INSEE |